# Кубок Ленинградской области по футболу
Кубок Ленинградской области по футболу — ежегодный кубковый турнир, проводящийся в рамках Четвёртого дивизиона России по футболу среди любительских команд Ленинградской области.

## Обладатели Кубка и финалисты
| Сезон | Победитель                | РМ          | Финалист                           |
| ----- | ------------------------- | ----------- | ---------------------------------- |
| 1946  | Гатчина                   | 3:1         | «Локомотив» Волхов                 |
| 1947  | «Динамо» ЛО               | 5:1         | Парголовский р-н                   |
| 1948  | Выборг                    | 4:0         | Гатчина                            |
| 1949  | «Дом Офицеров» Выборг     | 3:0         | «Спартак» Павловск                 |
| 1950  | «Дом Офицеров-2» Выборг   | 3:1         | «Динамо» Ломоносов                 |
| 1951  | «Дом Офицеров-2» Выборг   | 2:0         | Приозерск                          |
| 1952  | «Дом Офицеров-2» Выборг   | 2:2         | Кронштадт                          |
| 1952  | «Дом Офицеров-2» Выборг   | +:-         | Кронштадт                          |
| 1953  | Кронштадт                 | 4:3         | Мгинский р-н                       |
| 1954  | «Авангард» Ломоносов      | 4:0         | «Металлург» Волхов                 |
| 1955  | Выборг                    | 10:1        | «Спартак» Гатчина                  |
| 1956  | «Металлург» Волхов        | +:-         | Выборг                             |
| 1957  | «Металлург» Волхов        | 3:2         | «Авангард» Ломоносов               |
| 1958  | «Металлург» Волхов        | 2:1         | «Парус» Выборг                     |
| 1959  | «Металлург» Бокситогорск  | 4:1         | «Энергия» Выборг                   |
| 1960  | «Химик» Сланцы            | 4:1         | «Шахта № 1» Сланцы                 |
| 1961  | «Морской завод» Кронштадт | 2:1         | «Авангард» Выборг                  |
| 1962  | «Химик» Сланцы            | 1:0         | «Авангард» Выборг                  |
| 1963  | «Химик» Сланцы            | 2:1         | «Спартак» Ломоносов                |
| 1964  | «Химик» Сланцы            | 1:0         | «Металлург» Волхов                 |
| 1965  | «Металлург» Бокситогорск  | 2:1         | «Авангард» Выборг                  |
| 1966  | «Металлург» Пикалёво      | 1:0         | «Труд» Сланцы                      |
| 1967  | «Металлург» Бокситогорск  | 2:0         | «Труд» Сланцы                      |
| 1968  | «Звезда» Выборг           | +:-         | «Металлург» Волхов                 |
| 1969  | «Звезда» Выборг           | 1:0         | «Металлург» Бокситогорск           |
| 1970  | «Звезда» Выборг           | 2:0         | «Металлург» Бокситогорск           |
| 1971  | «Химик» Сланцы            | 1:1         | «Металлург» Пикалёво               |
| 1971  | «Химик» Сланцы            | 2:1         | «Металлург» Пикалёво               |
| 1972  | «Авангард» Выборг         | 5:1         | «Металлург» Бокситогорск           |
| 1973  | «Химик» Сланцы            | 1:0         | «Металлург» Волхов                 |
| 1974  | «Металлург» Волхов        | 3:2         | «Металлург» Пикалёво               |
| 1975  | «Авангард» Выборг         | 2:1         | «Металлург» Пикалёво               |
| 1976  | «Авангард» Выборг         | 5:0         | «Фосфорит» Кингисепп               |
| 1977  | «Авангард» Выборг         | 3:0         | «Шахтёр» Сланцы                    |
| 1978  | «Металлург» Пикалёво      | 1:0         | «Шахтёр» Сланцы                    |
| 1979  | «Авангард» Выборг         | 3:0         | «Металлург» Пикалёво               |
| 1979  | «Авангард» Выборг         | 2:1         | «Металлург» Пикалёво               |
| 1980  | «Авангард» Выборг         | 4:0         | «Металлург» Пикалёво               |
| 1980  | «Авангард» Выборг         | 3:1         | «Металлург» Пикалёво               |
| 1981  | «Авангард» Выборг         | 4:5         | «Фосфорит» Кингисепп               |
| 1981  | «Авангард» Выборг         | 2:0         | «Фосфорит» Кингисепп               |
| 1982  | «Металлург» Пикалёво      | 3:0         | «Авангард» Выборг                  |
| 1982  | «Металлург» Пикалёво      | 0:0         | «Авангард» Выборг                  |
| 1983  | «Авангард» Выборг         | 2:1         | «Металлург» Пикалёво               |
| 1984  | «Авангард» Выборг         | 4:0         | «Нева» Павлово                     |
| 1984  | «Авангард» Выборг         | 3:1         | «Нева» Павлово                     |
| 1985  | «Шахтёр» Сланцы           | 3:0         | «Строитель» Сосновый Бор           |
| 1985  | «Шахтёр» Сланцы           | 0:0         | «Строитель» Сосновый Бор           |
| 1986  | «Металлург» Пикалёво      | 3:0         | «Кировец» Тихвин                   |
| 1986  | «Металлург» Пикалёво      | 1:0         | «Кировец» Тихвин                   |
| 1987  | «Металлург» Пикалёво      | 3:1         | «Буревестник» Гатчина              |
| 1987  | «Металлург» Пикалёво      | 6:1         | «Буревестник» Гатчина              |
| 1988  | «Металлург» Пикалёво      | 2:1         | «Нева» Павлово                     |
| 1988  | «Металлург» Пикалёво      | 1:0         | «Нева» Павлово                     |
| 1989  | «Кировец» Тихвин          | 2:1         | «Фосфорит» Кингисепп               |
| 1989  | «Кировец» Тихвин          | 3:1         | «Фосфорит» Кингисепп               |
| 1990  | «Металлург» Пикалёво      | 4:1         | «Водник» Шлиссельбург              |
| 1990  | «Металлург» Пикалёво      | 4:2         | «Водник» Шлиссельбург              |
| 1991  | «Строитель» Гатчина       | 5:1         | «Фосфорит» Кингисепп               |
| 1991  | «Строитель» Гатчина       | 0:2         | «Фосфорит» Кингисепп               |
| 1992  | «Металлург» Пикалёво      | 6:1         | «Кировец» Тихвин                   |
| 1992  | «Металлург» Пикалёво      | 5:1         | «Кировец» Тихвин                   |
| 1993  | «Металлург» Пикалёво      | 2:1         | «Нева» Павлово                     |
| 1993  | «Металлург» Пикалёво      | 0:0         | «Нева» Павлово                     |
| 1994  | «Фиеста» Кингисепп        | 1:2         | «Металлург» Волхов                 |
| 1994  | «Фиеста» Кингисепп        | 3:1         | «Металлург» Волхов                 |
| 1995  | «Нева» Павлово            | 1:1         | «Фиеста» Кингисепп                 |
| 1995  | «Нева» Павлово            | 3:1         | «Фиеста» Кингисепп                 |
| 1996  | «Фиеста» Кингисепп        | 2:2         | «Нева» Павлово                     |
| 1996  | «Фиеста» Кингисепп        | 2:1         | «Нева» Павлово                     |
| 1997  | «Перспектива» Приозерск   | 2:2         | «Фаворит» Выборг                   |
| 1997  | «Перспектива» Приозерск   | 1:0         | «Фаворит» Выборг                   |
| 1998  | «Фаворит» Выборг          | 1:1         | «Фосфорит» Кингисепп               |
| 1998  | «Фаворит» Выборг          | 2:0         | «Фосфорит» Кингисепп               |
| 1999  | «Металлург» Пикалёво      | 4:1         | «Фаворит-Д» Выборг                 |
| 2000  | «Фаворит» Выборг          | 4:0         | «Металлург» Волхов                 |
| 2000  | «Фаворит» Выборг          | 3:1         | «Металлург» Волхов                 |
| 2001  | «Ижора-ГМР» Ивановка      | 2:1         | «Фаворит» Выборг                   |
| 2001  | «Ижора-ГМР» Ивановка      | 1:1         | «Фаворит» Выборг                   |
| 2002  | «Фаворит» Выборг          | 5:0         | «Эра-Катерпиллер» Тосно            |
| 2002  | «Фаворит» Выборг          | 2:0         | «Эра-Катерпиллер» Тосно            |
| 2003  | «Ижора-ГМР» Ивановка      | 1:1         | «Кировец» Тихвин                   |
| 2003  | «Ижора-ГМР» Ивановка      | 3:1         | «Кировец» Тихвин                   |
| 2004  | «ПСЖ» Гатчина             | 2:1         | «Фаворит» Выборг                   |
| 2004  | «ПСЖ» Гатчина             | 1:1         | «Фаворит» Выборг                   |
| 2005  | «Фаворит» Выборг          | 1:0         | «Металлург» Пикалёво               |
| 2005  | «Фаворит» Выборг          | 1:1         | «Металлург» Пикалёво               |
| 2006  | «Ижора-ГМР» Ивановка      | 2:1         | «Фаворит» Выборг                   |
| 2006  | «Ижора-ГМР» Ивановка      | 0:0         | «Фаворит» Выборг                   |
| 2007  | «Фаворит» Выборг          | 1:1 (п.3:2) | «Ижора-Бралан» Ивановка            |
| 2008  | «Ижора-ГМР» Ивановка      | 2:0         | «Руан-Нева» Кировск                |
| 2009  | «Руан» Тосно              | 0:1         | «Еврострой» Всеволожск             |
| 2009  | «Руан» Тосно              | 3:1         | «Еврострой» Всеволожск             |
| 2010  | «Руан» Тосно              | 2:1         | «Фаворит» Выборг                   |
| 2011  | «ФШМ-Виктория» Гатчина    | 0:0 (п.5:4) | «МВС-Агро» Тосно                   |
| 2012  | «Фаворит» Выборг          | 3:0         | «Металлург-ТФЗ» Тихвин             |
| 2013  | «Фаворит» Выборг          | 4:1         | «Руан» Тосно                       |
| 2014  | «Фосфорит» Кингисепп      | 0:0 (п.7:6) | «Эликорт» Гатчина                  |
| 2015  | «Фаворит» Выборг          | 2:2 (п.6:5) | «ЛАЗ» Луга                         |
| 2016  | «ЛАЗ» Луга                | 2:1         | «Металлург-БМР» Бокситогорский р-н |
| 2017  | ФСЦ «Волхов» Волхов       | 3:1         | «Фаворит» Выборг                   |
| 2018  | ФСЦ «Волхов» Волхов       | 1:1 (п.5:3) | ФК «Гатчина»                       |
| 2019  | «Фаворит» Выборг          | 1:0         | ФК «ВМР ЛО» Всеволожский р-н       |
| 2020  | ФК «ВМР ЛО» Всеволожск    | 2:1         | «Автомобилист» Сланцы              |
| 2021  | ФК «Приозерск»            | 4:0         | «Фаворит» Выборг                   |
| 2022  | ФК «ВМР ЛО» Всеволожск    | 4:2         | ФК «Приозерск»                     |
| 2023  | ФК «Тосно»                | 4:2         | «Фаворит» Выборг                   |
| 2024  | ФК «Приозерск»            | 5:0         | ФК «Тосно»                         |